# جف بلاتنیک
جف بلاتنیک (انگلیسی: Jeff Blatnick; ۶ ژوئیه ۱۹۵۷ – ۲۴ اکتبر ۲۰۱۲) کشتی‌گیر اهل ایالات متحده آمریکا بود.